# Lafarge
Lafarge fue una compañía francesa de construcción creada en 1833 especializada en cemento, hormigón, áridos, yeso, asfaltos y pavimentos. En 2015 se fusionó con la empresa suiza Holcim convirtiéndose en LafargeHolcim, líder mundial del sector cementero con una facturación de 26,000 millones de euros en 2018. Opera en América, Asia, Europa, África y Oriente Medio y emplea a unos 78,000 trabajadores.

## Historia

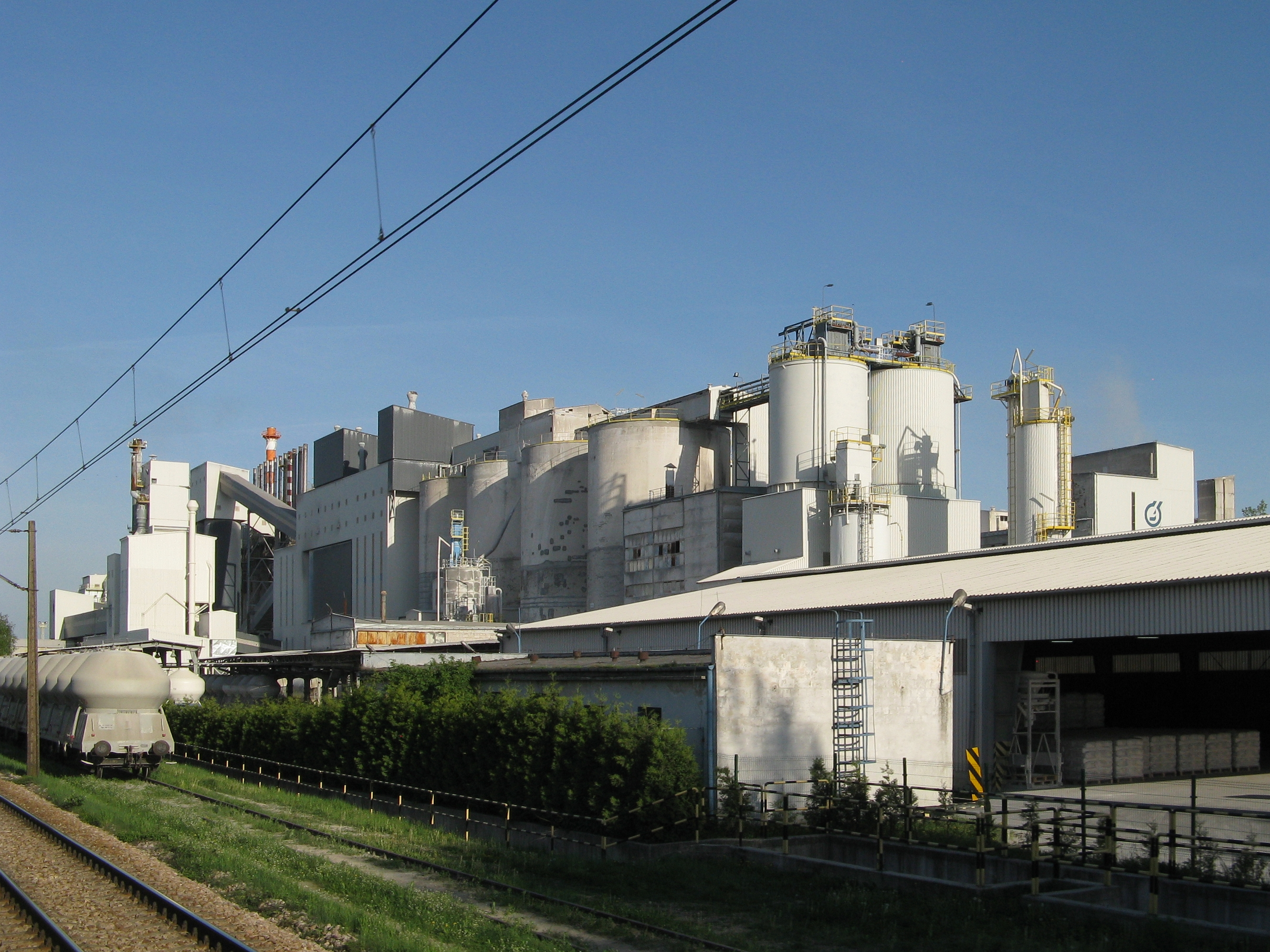

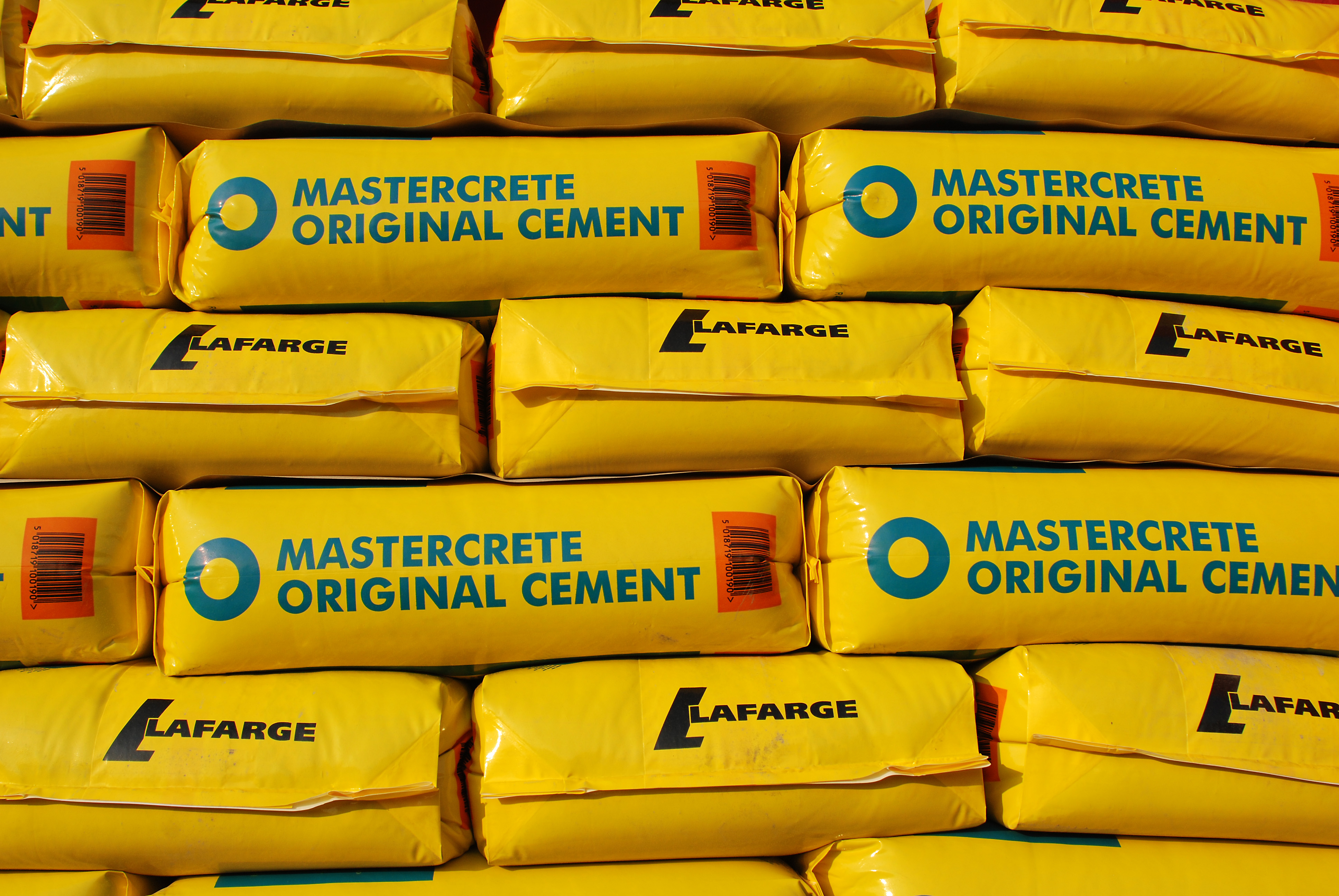
Sacos de cemento de Lafarge

Lafarge fue fundada en 1833 por Joseph-Auguste Pavin de Lombardi en Le Teil (Ardèche), para explotar la cantera de piedra caliza en Mont Saint-Victor entre Le Teil y Viviers. La caliza es blanca y arcillosa, y produjo una excelente cal hidráulica.
En 1864 Lafarge firmó su primer contrato internacional para la distribución de 110.000 toneladas de cal en el proyecto de construcción del Canal de Suez. Desarrolló cementos de aluminato cálcico. También fue uno de los más tempranos pioneros en la producción de cementos pórtland blancos, que todavía se producen en la fábrica original de Le Teil.
En 1919, se constituyó como compañía pública, denominada "Sociedad anónima de cementos y cal de Lafarge y del Teil" ("Société anonyme des chaux et ciments de Lafarge et du Teil").
En 1980, se unió con el productor belga de carbón, coque y fertilizantes Coppée para convertirse en SA Lafarge Coppée.
Lafarge adquirió una planta de la Compañía Nacional de Yeso a principios de 1987. Diez años más tarde, compró Redland plc, una compañía de explotación de canteras líder en el Reino Unido.
En 1999, Lafarge adquirió el 100% de las acciones de Hima Cement Limited, el segundo mayor productor de cemento en Uganda, con una capacidad instalada anual de 850.000 toneladas métricas, a enero de 2011.
En 2001, Lafarge, entonces el segundo mayor productor del mundo, adquirió Blue Circle Industries (BCI), que en ese momento era el sexto mayor productor de cemento, para convertirse en el líder mundial.
En 2006, Lafarge Norteamérica aceptó una oferta de $3.000 millones de la matriz Lafarge Group que dio esta todo el control del negocio en Norteamérica, retirando Lafarge Norteamérica de la bolsa de Nueva York. Previamente la matriz poseía el 53% de las acciones de la filial.
En 2007, desinvirtió en su división de cubiertas, en un acuerdo que resultó en la retención del 35% del capital de esta filial.
En diciembre de 2007, Lafarge anunció la compra del Grupo Orascom Cement, un productor de cemento con base en Egipto con operaciones a lo largo de África y Oriente Medio, de Orascom Construction Industries (OCI).
El 15 de mayo de 2008, Lafarge adquirió el negocio de Hormigón Premezclado Larsen & Toubro en India por $349 millones.
En 2010, Lafarge fortaleció su presencia en Brasil (mediante un acuerdo con Votorantim) y Europa Central (con STRABAG). En el año 2015 Lafarge se fusionó con la cementera Suiza Holcim , convirtiéndose en LafargeHolcim, la cementera ahora líder en el mundo y con presencia en 90 países.

## Controversias y conflictos ambientales
En 2016 se publicó información sobre supuestos pagos a los terroristas de Estado Islámico con la finalidad de poder continuar su actividad en Siria. La ONG Sherpa estuvo en el origen de las acusaciones contra la compañía. En junio de 2018 la empresa fue imputada por las acusaciones de violación de embargo, poner en riesgo la vida de terceros, financiación de un objetivo terrorista y complicidad de crímenes contra la humanidad"
En cuanto a conflictos ambientales, LafargeHolcim se enfrenta a varios proceso judiciales y movimientos de protesta debido a su actividad industrial en diferentes partes del mundo. Según el Environmental Justice Atlas, hay conflictos ambientales con LafargeHolcim en Montcada i Reixac (Cataluña, España) y Puttalam (Sri Lanka) relacionados con la quema de residuos para la combustión del proceso industrial de fabricación de cemento. Se ha publicado que la actividad industrial de LafargeHolcim derivada de la quema de residuos produce efectos nocivos en la salud de la población y los trabajadores. En este sentido, en la población eslovena de Trbovlje la compañía fue clausurada debido a la retirada del permiso ambiental por parte de las autoridades quienes argumentaron que los impactos negativos en la salud de los habitantes y el entorno obligaban a parar su actividad. LafargeHolcim también se ha visto implicada en la destrucción del territorio, como el caso de la degradación del paisaje, pérdida de biodiversidad y contaminación del agua derivado de sus actividades en Selva Alegre (Ecuador).

## Principales competidores

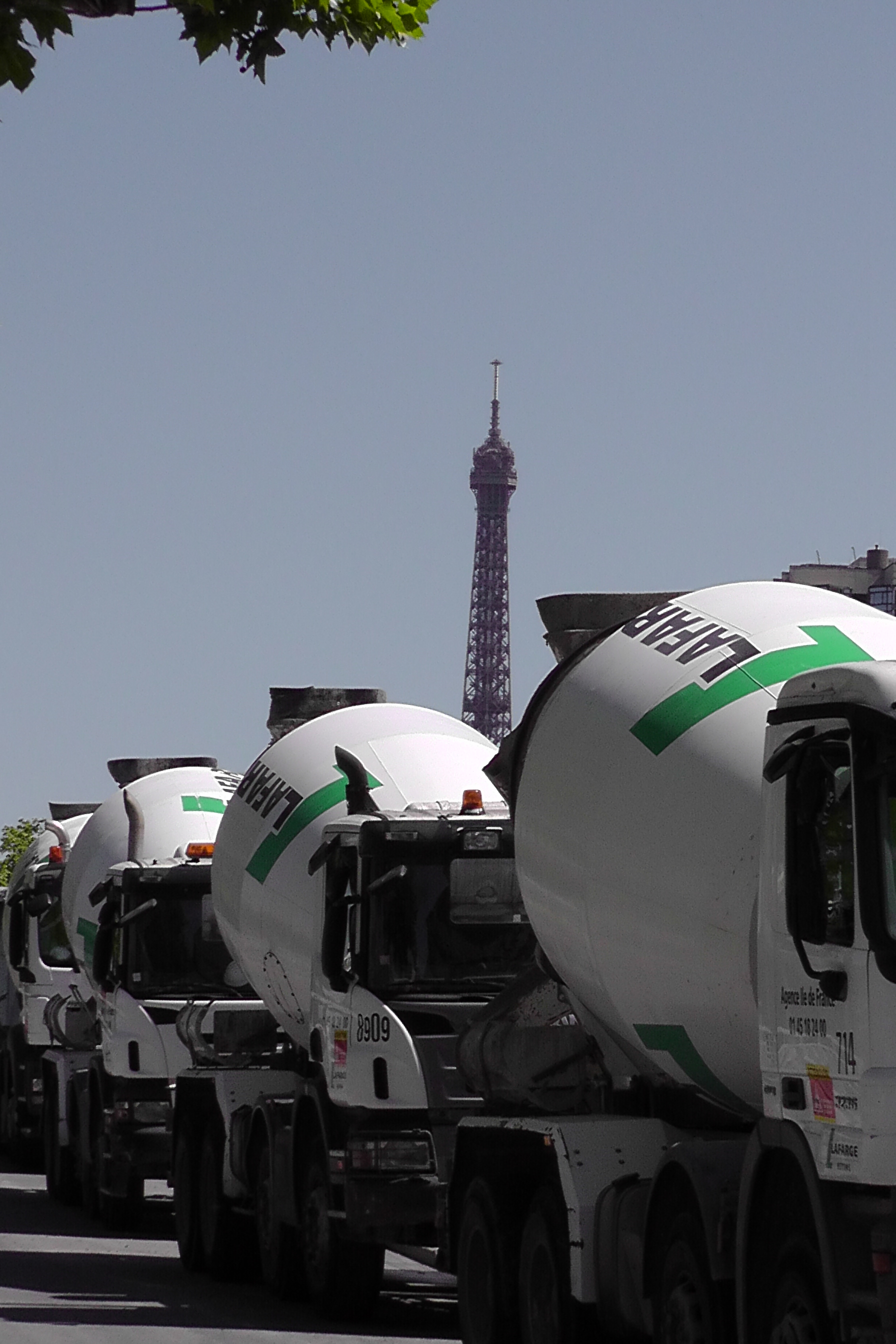

- Cemex
- HeidelbergCement
- Italcementi